# Euphorbia persistentifolia
Euphorbia persistentifolia är en törelväxtart som beskrevs av Leslie Larry Charles Leach. Euphorbia persistentifolia ingår i släktet törlar, och familjen törelväxter. Inga underarter finns listade i Catalogue of Life.

## Bildgalleri

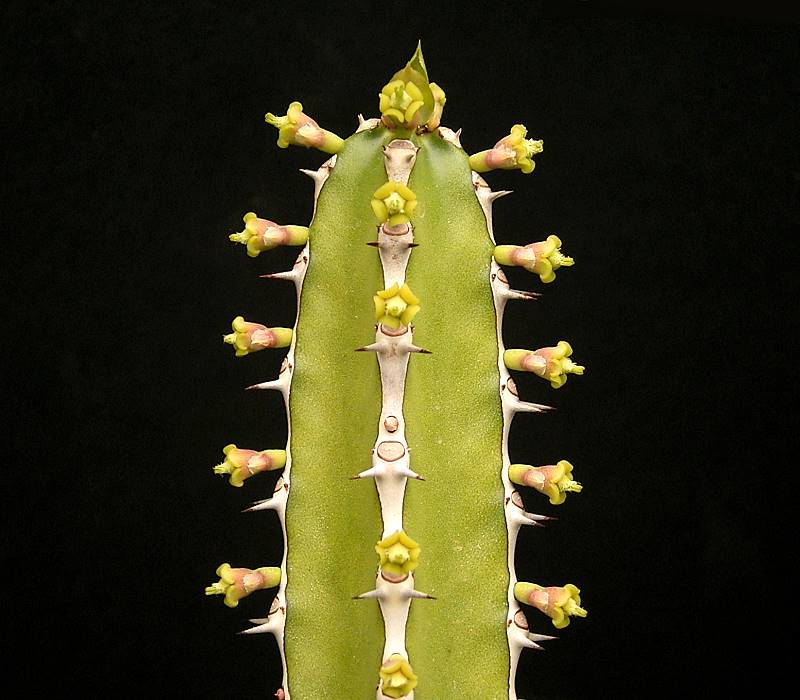